# Conotrachelus auricollis
Conotrachelus apicecristatus – gatunek chrząszcza z rodziny ryjkowcowatych.

## Zasięg występowania
Ameryka Południowa, notowany w Brazylii.

## Budowa ciała
Ciało nieco wydłużone. Na odnóżach liczne ostrogi. Na pokrywach podłużne garbki.